# 怡樂赤駿
怡樂赤駿（英語：レッドジェニアル），是日本純種競賽馬匹。生涯主要出戰中距離賽事，曾勝出2019年京都新聞盃。

## 出賽前
2016年4月5日出生於北海道千歲市社台牧場，成長途中於擁有其母系的一口馬主俱樂部Tokyo Racing Co. Ltd.進行馬主募集。
其後交由栗東訓練中心練馬師高橋義忠訓練。

## 競賽生涯

### 3歲
1月13日出戰3歲新馬戰，比賽初段維持於後方位置下在直路逐步加速，但仍然未能扭轉局面取得第三。
其後出戰3歲未勝利戰，再度因為後上不及以未能追上前方賽駒，最終獲得第三的戰績。
2月17日再度挑戰3歲未勝利戰，本次比賽選擇於較前的位置展開推進，於通過彎道時提早加速發力，最終成功取得領先及首勝。
3月以條件戰杜鵑花賞作為目標，比賽途中一直以平穩的節奏維持於約莫第五的位置，但於直路上無法順利加速上前，最終以第四落敗。
5月出戰二級賽京都新聞盃，賽前僅取得第十一的戰績。比賽開始後，其選擇進佔中團位置穩步推進，於最後彎道開始尋找位置望空加速。進入直路後，其於外檔位置成功跑出猛烈的走勢，最終超越領放馬名父巴魯爆冷取得首個分級賽冠軍。
其後以東京優駿（日本打吡）作為目標，比賽初段其保持於後方位置，於直路上嘗試衝出迫近前方賽駒，但最終未能成功下以第八落敗。
秋季以神戶新聞盃作為熱身，選擇前置戰術下於直路上稍微失勢，最終被對手追上下以第四完賽。
10月按照計劃出戰菊花賞，比賽初段維持於中團位置穩步推進，於直路上雖然稍微加速，但仍然未能進入最佳狀態，最終僅跑獲第六的戰績。

### 4歲
2020年首戰為日經新春盃，但於比賽途中因為留後以未能突圍，以第七的戰績完賽，3個月後的大阪盃亦未能發揮表現以第八落敗。
6月上旬出戰鳴尾紀念，選擇留後等待時機下於直路迅速進佔有利位置加速，最終跑出全場最快末腳速度下僅敗於守諾言及唯獨愛你取得第三。
但其後於寶塚紀念表現再度下滑，以第十的戰績完賽。
進入秋季，其原定以京都大賞典作為起動戰，但於訓練途中出現流鼻血的現象以避戰並進入休養。

### 5歲
2021年3月在大阪城錦標復出，但受到漏閘影響下僅能跑獲第九。
夏季出戰三級賽函館紀念及表列賽札幌日經公開賽亦未能取勝，分別獲得第十五及第九後便再度進入休養，同時於期間接受閹割手術。

### 6歲
2022年2月復出，於本年度主要以表列賽及公開賽作為目標，但出戰三場賽事均未有優秀的表現。

### 7歲
2023年其仍然現役並延續上一年的方針，但毫無突破並於丹頂錦標取得第九後，陣營決定安排其退役。

### 詳細賽績
| 日期       | 舉辦國家 | 馬場 | 距離   | 級別 | 賽事名稱       | 負重 | 騎師     | 馬號 | 出馬 | 名次 | 時間   | 頭馬（二馬）         |
| ---------- | -------- | ---- | ------ | ---- | -------------- | ---- | -------- | ---- | ---- | ---- | ------ | -------------------- |
| 13/1/2019  | 日本     | 京都 | 草2000 |      | 3歲未新馬      | 56   | 北村友一 | 10   | 16   | 3    | 2:04.5 | Satono Solomon       |
| 22/2/2019  | 日本     | 京都 | 草2000 |      | 3歲未勝利      | 56   | 北村友一 | 9    | 10   | 3    | 2:03.1 | Patrick              |
| 17/2/2019  | 日本     | 京都 | 草2000 |      | 3歲未勝利      | 56   | 酒井學   | 6    | 14   | 1    | 2:02.1 | （Sunrise Achilles） |
| 30/3/2019  | 日本     | 阪神 | 草2400 |      | 杜鵑花賞       | 56   | 酒井學   | 9    | 9    | 4    | 2:27.5 | Healing Mind         |
| 4/5/2019   | 日本     | 京都 | 草2200 | GII  | 京都新聞杯     | 56   | 酒井學   | 3    | 14   | 1    | 2:11.9 | （名父巴魯）         |
| 26/5/2019  | 日本     | 東京 | 草2400 | GI   | 東京優駿       | 57   | 酒井學   | 11   | 18   | 8    | 2:23.4 | 名父巴魯             |
| 22/9/2019  | 日本     | 阪神 | 草2400 | GII  | 神戶新聞盃     | 56   | 酒井學   | 4    | 8    | 4    | 2:27.8 | 農神節慶             |
| 20/10/2019 | 日本     | 京都 | 草3000 | GI   | 菊花賞         | 57   | 酒井學   | 12   | 18   | 6    | 3:06.6 | 世界首映             |
| 19/1/2020  | 日本     | 京都 | 草2400 | GII  | 日經新春盃     | 56   | 武豐     | 2    | 14   | 7    | 2:27.7 | 魔族紳士             |
| 5/4/2020   | 日本     | 阪神 | 草2000 | GI   | 大阪盃         | 57   | 酒井學   | 6    | 12   | 8    | 1:59.1 | 旺紫丁               |
| 6/6/2020   | 日本     | 阪神 | 草2000 | GIII | 鳴尾紀念       | 56   | 酒井學   | 8    | 16   | 3    | 2:00.2 | 守諾言               |
| 28/6/2020  | 日本     | 阪神 | 草2200 | GI   | 寶塚紀念       | 58   | 酒井學   | 8    | 18   | 10   | 2:16.7 | 創世駒               |
| 7/3/2021   | 日本     | 阪神 | 草1800 | L    | 大阪城錦標     | 57   | 酒井學   | 6    | 16   | 9    | 1:46.7 | 金榜冠軍             |
| 18/7/2021  | 日本     | 函館 | 草2000 | GIII | 函館紀念       | 57   | 坂井瑠星 | 16   | 16   | 15   | 2:01.8 | 東瀛天照             |
| 7/8/2021   | 日本     | 函館 | 草2600 | L    | 札幌日經公開賽 | 57   | 坂井瑠星 | 11   | 15   | 9    | 2:41.0 | 太空穿梭             |
| 6/2/2022   | 日本     | 小倉 | 草2000 | OP   | 關門橋錦標     | 57   | 鮫島克駿 | 4    | 12   | 5    | 2:01.1 | Double Sharp         |
| 6/3/2022   | 日本     | 阪神 | 草1800 | L    | 大阪城錦標     | 56   | 鮫島克駿 | 8    | 12   | 11   | 1:47.0 | Al Satwa             |
| 10/12/2022 | 日本     | 中山 | 泥1800 | L    | 師走錦標       | 56   | 石橋脩   | 8    | 16   | 15   | 1:54.8 | Kitano Vision        |
| 5/3/2023   | 日本     | 中山 | 泥1800 | OP   | 總武錦標       | 58   | 津村明秀 | 2    | 16   | 12   | 1:55.3 | 天然加速             |
| 13/5/2023  | 日本     | 京都 | 草1800 | L    | 都大路錦標     | 58   | 幸英明   | 9    | 10   | 8    | 1:46.8 | 空氣幻術             |
| 2/7/2023   | 日本     | 函館 | 草1800 | OP   | 巴賞           | 58   | 横山琉人 | 14   | 16   | 13   | 1:49.2 | 前所未有             |
| 5/8/2023   | 日本     | 札幌 | 草2600 | L    | 札幌日經公開賽 | 58   | 横山琉人 | 3    | 14   | 8    | 2:43.8 | 響號                 |
| 3/9/2023   | 日本     | 札幌 | 草2600 | OP   | 丹頂錦標       | 56   | 横山琉人 | 6    | 14   | 12   | 2:44.4 | 駿和真               |

## 退役後
退役後，由於怡樂赤駿經已接受閹割，所以不能進行配種工作，因而前往青森縣弘前市弘前大學休養，在2024年作為馬術部的出賽馬使用。

## 血統簡介
父系夏威夷王為日本賽駒，生涯戰績極為優秀，僅得一戰未能獲勝，曾勝出一級賽NHK一哩賽及東京優駿（日本打吡），是日本史上首匹贏得變則二冠的賽駒。祖父金滿寶為美國生產的法國賽駒，曾三勝一級賽，亦是1990年代著名種馬之一。
母系Red Agate為日本賽駒，生涯戰績不俗，曾於2005年勝出花仙錦標。外祖父曼城茶座為日本賽駒，生涯於長距離賽事有良好表現，包括勝出菊花賞、有馬紀念及春季天皇賞等長距離賽事。

### 血統表
| 父線：金滿寶系（淘金者系）               |                              |               |                |
| 種馬 夏威夷王 2001年（棗色）             | 金滿寶 1990年（棗色）        | 淘金者        | Raise a Native |
| 種馬 夏威夷王 2001年（棗色）             | 金滿寶 1990年（棗色）        | 淘金者        | Gold Digger    |
| 種馬 夏威夷王 2001年（棗色）             | 金滿寶 1990年（棗色）        | Miesque       | 雷利耶夫       |
| 種馬 夏威夷王 2001年（棗色）             | 金滿寶 1990年（棗色）        | Miesque       | Pasadoble      |
| 種馬 夏威夷王 2001年（棗色）             | Manfath 1991年（深棗色）     | 最後大官      | Try My Best    |
| 種馬 夏威夷王 2001年（棗色）             | Manfath 1991年（深棗色）     | 最後大官      | Mill Princess  |
| 種馬 夏威夷王 2001年（棗色）             | Manfath 1991年（深棗色）     | Pilot Bird    | Blakeney       |
| 種馬 夏威夷王 2001年（棗色）             | Manfath 1991年（深棗色）     | Pilot Bird    | The Dancer     |
| 繁殖雌馬 Red Agate 2005年（深棗色）      | 曼城茶座 1998年（棕色）      | 週日寧靜      | Halo           |
| 繁殖雌馬 Red Agate 2005年（深棗色）      | 曼城茶座 1998年（棕色）      | 週日寧靜      | Wishing Well   |
| 繁殖雌馬 Red Agate 2005年（深棗色）      | 曼城茶座 1998年（棕色）      | Subtle Change | Law Society    |
| 繁殖雌馬 Red Agate 2005年（深棗色）      | 曼城茶座 1998年（棕色）      | Subtle Change | Santa Luciana  |
| 繁殖雌馬 Red Agate 2005年（深棗色）      | Second Chance 1997年（栗色） | Scan          | 淘金者         |
| 繁殖雌馬 Red Agate 2005年（深棗色）      | Second Chance 1997年（栗色） | Scan          | Video          |
| 繁殖雌馬 Red Agate 2005年（深棗色）      | Second Chance 1997年（栗色） | Beppu Ichiban | Sea Hawk       |
| 繁殖雌馬 Red Agate 2005年（深棗色）      | Second Chance 1997年（栗色） | Beppu Ichiban | Toei Princess  |
| 雌系：號族：3-l                          |                              |               |                |
| 五代內近親交配：淘金者 3×4、北地舞人 5×5 |                              |               |                |

## 命名由來
名字中，Red（レッド）為馬主Tokyo Horse Racing Co. Ltd.之冠名，出自其綵衣的顏色紅色，Genial（ジェニアル）於法語中，帶有友好、愉快、和諧的意思，香港則結合兩部分，翻譯為「怡樂赤駿」。

## 外部連結
- 怡樂赤駿 netkeiba.com （页面存档备份，存于）
- 血統表 （页面存档备份，存于）